# Premio Erwin Plein Nemmers en Economía
El Premio Erwin Plein Nemmers en Economía se concede cada dos años por la Universidad de Northwestern. 
Fue dotado inicialmente junto con un premio similar, el Premio Frederic Esser Nemmers en Matemáticas. Ambos son parte de una donación de $ 14 millones de los hermanos Nemmers, que prevé la creación de un premio que sería tan prestigioso como el premio Nobel. Tres de los ganadores del premio (Aumann, McFadden, y Prescott) han sido galardonados con el Premio del Banco de Suecia en Ciencias Económicas en memoria de Alfred Nobel. El premio se otorga para reconocer "el trabajo de importancia duradera" en las respectivas disciplinas. En particular, los premios reconocen "importantes contribuciones a los nuevos conocimientos o el desarrollo de importantes nuevos modos de análisis." 
Actualmente, el premio conlleva un estipendio de $ 150,000, se cree que el mayor premio monetario de Economía en los EE. UU., y el ganador gasta 10 semanas en la residencia en la Universidad Northwestern.

## Galardonados
- 2024: Michael Dean Woodford
- 2022: Ariél Pakes
- 2020: Claudia Goldin
- 2018: David M. Kreps
- 2016: Richard Blundell
- 2014: Jean Tirole
- 2012: Daron Acemoglu
- 2010: Elhanan Helpman
- 2008: Paul Milgrom
- 2006: Lars Peter Hansen
- 2004: Ariel Rubinstein
- 2002: Edward C. Prescott
- 2000: Daniel L. McFadden
- 1998: Robert J. Aumann
- 1996: Thomas J. Sargent
- 1994: Peter A. Diamond